# Stazione di Daebang
Daebang (대방역 - 大方驛, Daebang-yeok) è una stazione della metropolitana di Seul servita dalla linea 1 nel quartiere di Yeongdeungpo-gu a Seul.

## Struttura
La stazione è costituita da una banchina a isola e due laterali, con un totale di quattro binari passanti su viadotto. I binari 1 e 2 sono utilizzati dai treni espressi A, e per il passaggio degli altri treni più veloci che non fermano.
| 1 | ● Linea 1 | Espressi per Guro, Bucheon, Dong-Incheon e Cheonan                              |
| 2 | ● Linea 1 | Espressi per Incheon                                                            |
| 3 | ● Linea 1 | Locali per Guro, Incheon, Cheonan e Sinchang                                    |
| 4 | ● Linea 1 | Locali per Seul, Cheongnyangni, Cheongnyangni, Uijeongbu, Dongducheon e Soyosan |

## Stazioni adiacenti
| «          | Servizio          | »       |
| Linea 1    | Linea 1           | Linea 1 |
| ---------- | ----------------- | ------- |
| Noryangjin | Locale Espresso A | Singil  |